# Западна Лица
Западна Лица или Велика Лица (рус. Западная Лица, Большая Лица) река је која протиче преко северозападних делова Мурманске области, на крајњем северозападу европског дела Руске Федерације. Свој ток започиње на обронцима Кучинтундре на подручју Кољског рејона. Тече у смеру севера и након 101 km тока улива се у Западнолички залив Баренцовог мора. Површина слвног подручја реке Западне Лице је 1.690 km². У кориту се налазе бројни брзаци, а протиче и кроз неколико мањих језера. Најважнија притока је река Лебјашка. Одликује је нивални режим храњења.
На њеном ушћу налази се поморска база руске морнарице Западна Лица.
Током Другог светског рата река Западна Лица је представљала линију разграничења између совјетских трупа и трупа Вермахта, и представљала је последњу линију одбране града Мурманска. Током рата на том подручју је погинуо велики број војника на обе стране, због чега је цело подручје током, и непоследно после рата, носило назив Долина смрти (рус. Долина смерти). Данас је то подручје познато као Долина славе (рус. «Долина славы») и ту је постављен велики меморијални комплекс посвећен палим совјетским војницима.